# Kat-Tun
KAT-TUN foi uma boy band japonesa formada em 2001 na cidade de Tóquio por Kazuya Kamenashi, Tatsuya Ueda, Yuichi Nakamaru, Jin Akanishi, Koki Tanaka e Junnosuke Taguchi. Eles estrearam em 2006 com o single "Real Face".
O nome da banda deve-se a inicial do sobrenome dos membros que fazem parte da banda até que a letra A do grupo Akanishi Jin anunciou a sua saída. A partir de 2010 o KAT-TUN é formado por KAmenashi Kazuya, Taguchi Junnosuke, Tanaka Koki, Ueda Tatsuya e Nakamaru Yuichi. Em 2013, o contrato de Tanaka terminou devido as severas violações, levando o KAT-TUN a se tornar um quarteto, e Tatsuya Ueda manter o T do acrônimo. Em 2016 Junnosuke Taguchi também deixou o grupo e Tatsuya Ueda manteve o segundo T. Levando em conta a saída de mais um membro, o grupo anunciou que entraria em um hiato. No dia 1 de janeiro de 2018, logo após a virada do ano, os três membros restantes anunciaram o retorno. 
Em 12 de fevereiro de 2025, os membros anunciaram que vão se separar em 31 de março.

## Ex-integrantes
- Kazuya KAmenashi (亀梨 和也, Kamenashi Kazuya)[4]
- TaTsuya Ueda (上田 竜也, Ueda Tatsuya)
- Yuichi Nakamaru (中丸 雄一, Nakamaru Yuichi)
- Jin Akanishi (赤西仁, Akanishi Jin)[5]
- Koki Tanaka (田中 聖, Tanaka Kōki)
- Junnosuke Taguchi (田口 淳之介, Taguchi Junnosuke)

## Discografia

### Álbuns de estúdio
- Best of KAT-TUN (2006)
- cartoon KAT-TUN II You (2007)
- KAT-TUN III -QUEEN OF PIRATES- (2008)
- Break the Records -by you & for you- -(2009)
- NO MORE PAIИ (2010)
- Chain (2012)
- come here (2014)
- CAST (2018)
- IGNITE (2019)
- Honey (2022)
- Fantasia (2023)

### EPs
- Kusabi (2013)

### Singles
- "Real Face"
- "SIGNAL"
- "僕らの街で" (Bokura no Machi de)
- "喜びの歌" (Yorokobi no Uta)
- "Keep the faith"
- "LIPS"
- "DON'T U EVER STOP"
- "White X'mas"
- "ONE DROP"
- "RESCUE"
- "Love yourself ~君が嫌いな君が好き~" (Kimi ga Kirai na Kimi ga Suki)
- "Going!"
- "CHANGE UR WORLD
- "ULTIMATE WHEELS"
- "WHITE"
- "RUN FOR YOU"
- "BIRTH"
- "To The Limit"
- "Fumetsu no Scrum"
- "Expose"
- "Face To Face"
- "In Fact"
- "Dead or Alive"
- "KISS KISS KISS"
- "TRAGEDY"
- "UNLOCK"
- "Ask Yourself"
- "Roar"
- "We Just Go Hard" feat. AK-69/ "Euphoria"

### Vídeos
- お客様は神サマーConcert 55万人愛のリクエストに応えて!! (Okyakusama wa Kamisama - Concert 55 Man Nin Ai no Request ni Kotaete!!) (2003)
- KAT-TUN Live 海賊帆 (Kaizokuban) (2005)
- Real Face Film (2006)
- Live of KAT-TUN　“Real Face” (2007)
- TOUR 2007 cartoon KAT-TUN II You (2007)
- KAT-TUN LIVE TOUR 2008 QUEEN OF PIRATES (2009)
- KAT-TUN　LIVE Break the Records (2009)
- KAT-TUN –NO MORE PAIИ-WORLD TOUR 2010 (2010)
- KAT-TUN Live Tour 2012 Chain at Tokyo Dome (2012)
- COUNTDOWN LIVE 2013 KAT-TUN (2014)
- KAT-TUN LIVE TOUR 2014 come Here (2015)
- KAT-TUN LIVE 2015 "quarter" in TOKYO DOME (2015)
- KAT-TUN 10TH ANNIVERSARY LIVE TOUR "10Ks!" (2016)
- KAT-TUN Live Tour 2018 Cast (2019)
- KAT-TUN Live Tour 2019 Ignite (2020)
- 15th Anniversary Live KAT-TUN (2021)
- KAT-TUN Live Tour 2022 HONEY (2022)

## Prêmios
| Ano  | Prêmio |
| ---- | --- |
| 2006 | - Japan Gold Disc Award: DVD do Ano - KAT-TUN Live Kaizokuban |
| 2007 | - Japan Gold Disc Award: Single do Ano - "Real Face" - Japan Gold Disc Award: 10 Melhores Singles - "Real Face" - Japan Gold Disc Award: 10 Melhores Singles - "Signal" - Japan Gold Disc Award: 10 Melhores Singles - "Bokura no Machi de" - Japan Gold Disc Award: 10 Melhores Albums - Best of KAT-TUN - Japan Gold Disc Award: Melhor DVD - Real Face Film |
| 2008 | - Japan Gold Disc Award: 10 Melhores Singles - "Keep the Faith" - Japan Gold Disc Award: 10 Melhores Singles - "Yorokobi No Uta" - Japan Gold Disc Award: Melhor DVD - Live of KAT-TUN "Real Face" - 17º Prêmo TV Dorama: Melhor Canção Tema - "Keep the Faith"                                                                                                |
| 2009 | - Japan Gold Disc Award: 10 Melhores Singles - "Lips" - Japan Gold Disc Award: 10 Melhores Singles - "Don't U Ever Stop" |
| 2010 | - Japan Gold Disc Award: 5 Melhores Singles - "Rescue" |